# رکن‌آباد (بردسکن)
رکن‌آباد نام روستایی از توابع بخش شهرآباد شهرستان بردسکن در استان خراسان رضوی است. این روستا مرکز دهستان جلگه می‌باشد و براساس سرشماری سال ۱۳۸۵ جمعیت آن ۱۹۶۳ نفر (۵۱۳ خانوار) بوده است.